# Abinadí
Según el Libro de Mormón, Abinadí fue un profeta nefita que vivió en algún lugar de América en el siglo II a. C. En el libro de Mosíah se relata su visita a la corte de Noé, rey de Lehi-Nefi, donde advierte que debe arrepentirse, junto a su pueblo, de su iniquidad. También anuncia la venida de Jesucristo. Noé y sus sacerdotes lo condenan a muerte cuando Abinadí predica que el Señor vivirá entre los hombres, pues lo consideran una blasfemia. Finalmente Abinadí es quemado en la hoguera, pero uno de los sacerdotes de Noé, llamado Alma (más tarde llamado "el anciano" para distinguirlo de su hijo) acepta el mensaje de Abinadí y se convierte en profeta.

## Etimología
Según el investigador mormón Todd Parker, el nombre "Abinadí" es simbólico. En efecto, en hebreo  abi significa "mi padre" y nadi, "contigo," de manera que el nombre Abinadí; "mi padre es contigo", es un signo de su misión. En el relato de Mosíah (15:1-7) el motivo de su condena a muerte es, precisamente, el anuncio de que Dios vendría a morar entre los hombres.